# الکساندرا هوگلوند
الکساندرا هوگلوند (انگلیسی: Alexandra Höglund؛ زادهٔ ۱۸ سپتامبر ۱۹۹۰) بازیکن فوتبال اهل سوئد است.
از باشگاه‌هایی که در آن بازی کرده‌است می‌توان به دیوری گردن اشاره کرد.